# Lijst van gemeentelijke monumenten in Alblasserdam
De gemeente Alblasserdam heeft 21 gemeentelijke monumenten. Hieronder een overzicht. 
| Object                                          | Bouwjaar   | Architect                           | Locatie             | Coördinaten                   | Nr.     | Afbeelding                                      |
| ----------------------------------------------- | ---------- | ----------------------------------- | ------------------- | ----------------------------- | ------- | ----------------------------------------------- |
| Gemeentehuis                                    | 1965       | J.F. Berghoef en H. Klarenbeek      | Cortgene 2          | 51° 51' 42" NB, 4° 39' 29" OL | 0482/1  | Gemeentehuis                                    |
| Historische vereniging / Wereldwinkel           | circa 1850 |                                     | Cortgene 3          | 51° 51' 43" NB, 4° 39' 33" OL | 0482/2  | Historische vereniging / Wereldwinkel           |
|                                                 |            |                                     | Cortgene 31         | 51° 51' 45" NB, 4° 39' 25" OL | 0482/3  |                                                 |
|                                                 |            |                                     | Cortgene 43         | 51° 51' 46" NB, 4° 39' 22" OL | 0482/4  |                                                 |
| Dijkwoning                                      | circa 1870 |                                     | Cortgene 81         | 51° 51' 48" NB, 4° 39' 14" OL | 0482/5  | Dijkwoning                                      |
| Villa 't Zandeken                               | 1917       |                                     | Cortgene 121        | 51° 51' 51" NB, 4° 39' 7" OL  | 0482/6  | Villa 't Zandeken                               |
| Bos Rijkee                                      | 1841       |                                     | Cortgene ong.       | 51° 51' 46" NB, 4° 39' 31" OL | 0482/21 | Meer afbeeldingen                               |
| Woonhuis                                        | circa 1900 |                                     | Dam 56              | 51° 51' 42" NB, 4° 39' 35" OL | 0482/8  | Woonhuis                                        |
| Woningen (voormalige arbeiderswoningen)         | circa 1900 |                                     | Dam 58-60           | 51° 51' 43" NB, 4° 39' 33" OL | 0482/9  | Woningen (voormalige arbeiderswoningen)         |
| Café Het vergulde paard in Delftse School stijl | 1940-1945  | H. van der Kloot Meijburg (1942-43) | Dam 67              | 51° 51' 40" NB, 4° 39' 37" OL | 0482/10 | Café Het vergulde paard in Delftse School stijl |
| Sluisdeuren in Delftse School stijl             | 1940       | Kloot, H. van der                   | Dam ong.            | 51° 51' 35" NB, 4° 39' 35" OL | 0482/7  | Sluisdeuren in Delftse School stijl             |
| Woonhuis                                        | 1942-43    | H. van der Kloot Meijburg           | Haven 5             | 51° 51' 40" NB, 4° 39' 33" OL | 0482/11 | Woonhuis                                        |
| Woonhuis                                        | 1942-43    | H. van der Kloot Meijburg           | Haven 17            | 51° 51' 41" NB, 4° 39' 31" OL | 0482/12 | Woonhuis                                        |
| Langhuisboerderij                               | 1850-1875  |                                     | Kerkstraat 38-38a   | 51° 51' 43" NB, 4° 39' 44" OL | 0482/13 | Langhuisboerderij                               |
| Boerenwoonhuis                                  | 1864       |                                     | Kerkstraat 108      | 51° 51' 42" NB, 4° 40' 0" OL  | 0482/14 | Boerenwoonhuis                                  |
|                                                 |            |                                     | Oost Kinderdijk 89  | 51° 51' 57" NB, 4° 38' 46" OL | 0482/15 |                                                 |
|                                                 |            |                                     | Oost Kinderdijk 193 | 51° 52' 4" NB, 4° 38' 35" OL  | 0482/16 |                                                 |
| Boerderij                                       | 1850-1875  |                                     | Polderstraat 141    | 51° 51' 37" NB, 4° 40' 6" OL  | 0482/18 | Boerderij                                       |
| Zitbank, onderdeel oorlogsmonument              | circa 1940 |                                     | Polderstraat ong.   | 51° 51' 37" NB, 4° 39' 56" OL | 0482/17 | Zitbank, onderdeel oorlogsmonument              |
|                                                 |            |                                     | Scheepsbouwplein 10 | 51° 52' 21" NB, 4° 38' 22" OL | 0482/20 |                                                 |
|                                                 |            |                                     | Wilde Woutstraat 2  | 51° 51' 48" NB, 4° 39' 31" OL | 0482/19 |                                                 |

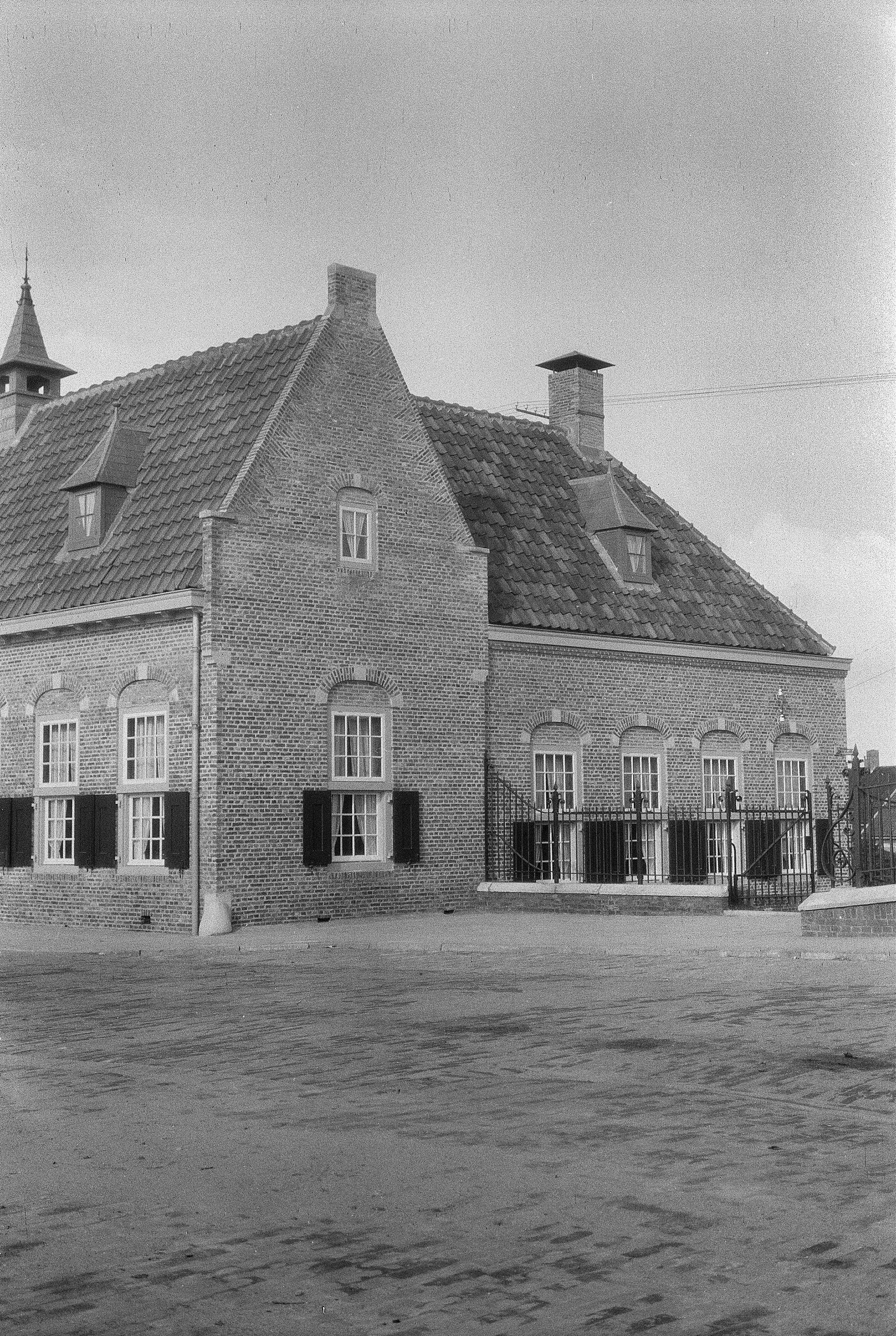
Oude Polderhuis van het Waterschap Nederwaard, na verbouwing in 1937. In 1940 verwoest. Nu staat er het huidige 'Polderhuis', gebouwd in de Tweede Wereldoorlog, naar plannen van H. van der Kloot Meijburg, waar de Rabobank in 2014 in was gevestigd. Later een café Zie monument nr. 10.
Overzicht Bos Rijkee, Cortgene.